# Трстиці
Трстиці (словац. Trstice) — село в окрузі  Ґаланта Трнавського краю Словаччини. Площа села 20,27 км². Станом на 31 грудня 2015 року в селі проживало 3739 жителів.

## Історія
Перші згадки про село датуються 1554 роком.

## Населення
| Рік:            | 1994. | 2004.   | 2014.   | 2024.   |
| --------------- | ----- | ------- | ------- | ------- |
| Кількість осіб: | 3741  | 3746    | 3739    | 3816    |
| Різниця:        |       | +0,13 % | -0,18 % | +2,05 % |

| Рік:            | 2023. | 2024.   |
| --------------- | ----- | ------- |
| Кількість осіб: | 3857  | 3816    |
| Різниця:        |       | -1,06 % |